# Frisol-Thirion-Gazelle

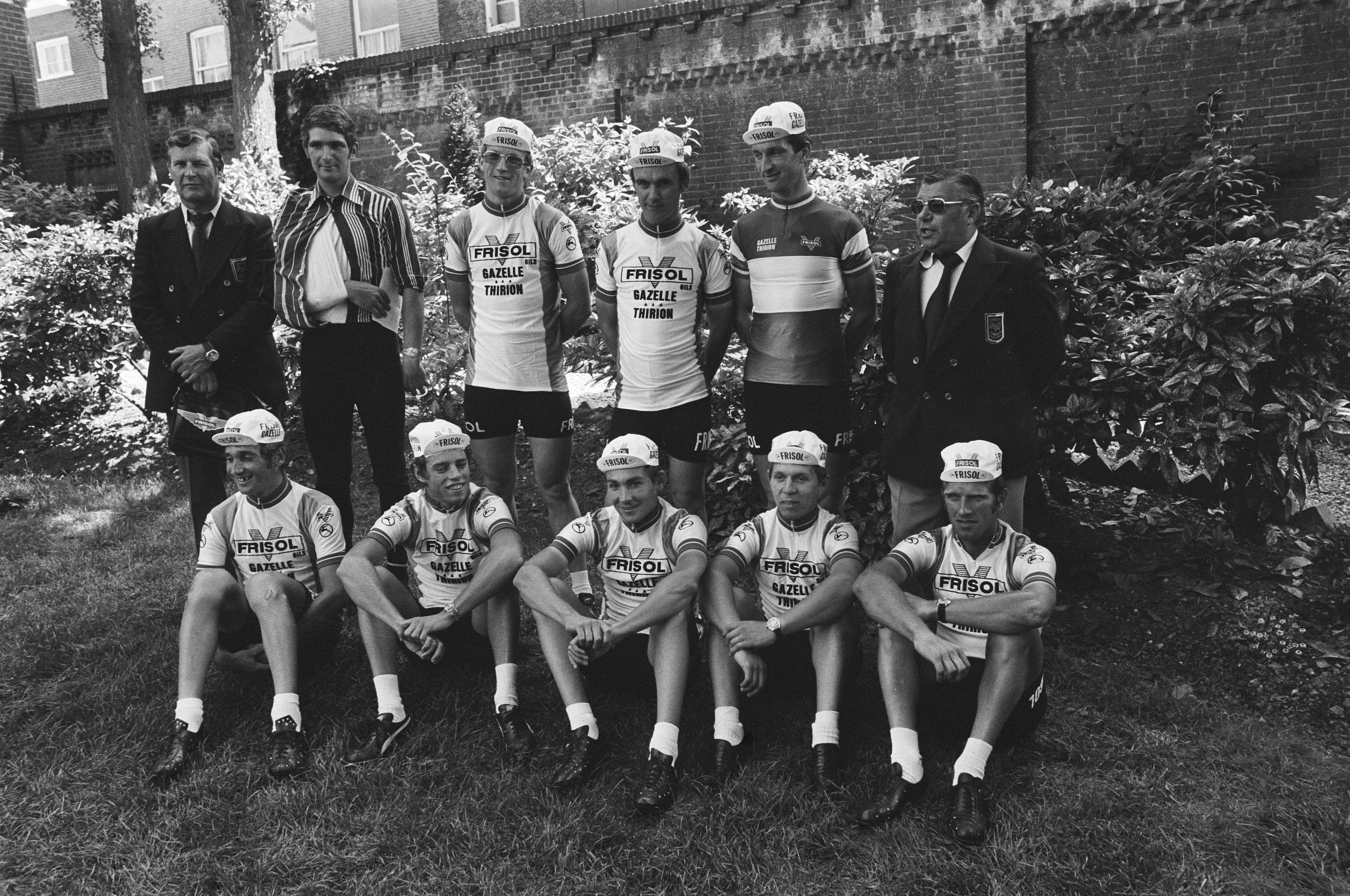
Team vor der Tour de France 1977

Frisol-Thirion-Gazelle, Frisol-Gazelle, Frisol-G.B.C., Frisol-Flair Plastics oder Frisol war ein niederländisches Radsportteam, das von 1973 bis 1977 bestand.

## Geschichte
Das Team wurde 1973 unter der Leitung von Piet Liebregts gegründet. 1974 wurde ein neunter Platz beim Scheldeprijs und Platz 11 bei Paris-Tours erzielt. Im darauffolgenden Jahr konnten zweite Plätze bei der Ronde van Limburg, Boucles de l’Aulne, Kampioenschap van Vlaanderen, Herald Sun Tour und beim De Kustpijl erreicht werden. Außerdem wurden der fünfter Platz bei der Vuelta a España und Platz 11 bei der Tour de France erzielt. 1976 gelangen neben den Siegen in Spanien ein vierter Platz bei Dwars door Vlaanderen, Platz 10 bei der Luxemburg-Rundfahrt und Platz 12 bei der Niederlande-Rundfahrt. 1977 war das erfolgreichste Jahr des Teams. Neben den Siegen konnten zweite Plätze bei Omloop Het Volk, der Baskenland-Rundfahrt, der Mittelmeer-Rundfahrt, dritte Plätze bei der Flandern-Rundfahrt, der Belgien-Rundfahrt sowie Platz 6 bei Paris-Roubaix und achte Plätze bei Paris-Tours und Paris-Nizza erzielt werden. Nach der Saison 1977 wurde das Team aufgelöst.
Hauptsponsor war die niederländische Ölhandelsfirma Frisol mit Sitz in Zwijndrecht. Co-Sponsoren waren 1974 der niederländische Hersteller von Kunststoffmöbel Flair, 1975 das italienische Unternehmen G.B.C und 1976 bzw. 1977 der niederländische Fahrradhersteller Gazelle.

## Erfolge
1973
- Omloop der Kempen

1974
- eine Etappe Tour de France
- eine Etappe Tour de Romandie[3]
- Koksijde–Koksijde

1975
- drei Etappen Tour de France
- zwei Etappen Vuelta a España
- Dwars door Vlaanderen
- drei Etappen Niederlande-Rundfahrt
- Niederländischer Meister – Straßenrennen
- Portugiesischer Meister – Einzelzeitfahren
- Portugiesischer Meister – Straßenrennen

1976
- vier Etappen Vuelta a España
- vier Etappen Valencia-Rundfahrt

1977
- Mailand–Sanremo
- Amstel Gold Race
- drei Etappen Tour de France
- zwei Etappen Vuelta a España
- Drei Tage von De Panne
- Niederländischer Meister – Straßenrennen
- zwei Etappen Mittelmeer-Rundfahrt
- eine Etappe Baskenland-Rundfahrt

## Wichtige Platzierungen
| Monument                 | 1974 | 1975 | 1976 | 1977 |
| ------------------------ | ---- | ---- | ---- | ---- |
| Mailand–Sanremo          | –    | 36   | –    | 1    |
| Flandern-Rundfahrt       | 57   | 38   | –    | 3    |
| Paris–Roubaix            | –    | 12   | –    | 6    |
| Lüttich–Bastogne–Lüttich | 42   | 27   | –    | 13   |

| Grand Tour            | 1974 | 1975 | 1976 | 1977 |
| --------------------- | ---- | ---- | ---- | ---- |
| Vuelta a EspañaVuelta | –    | 5    | 30   | 22   |
| Tour de FranceTour    | 27   | 11   | –    | 25   |

## Bekannte ehemalige Fahrer
- Cees Priem (1973–1977)
- Theo Smit (1974–1977)
- Hennie Kuiper (1975)
- Willy Van Neste (1975–1976)
- André De Wolf (1977)
- Jan Raas (1977)
- Roger Rosiers (1977)
- Luis Ocaña (1977)